# Vallehermoso (Canarie)
Vallehermoso è un comune spagnolo di 2 798 abitanti situato nella comunità autonoma delle Canarie.